# L'Ordre (roman)
Pour les articles homonymes, voir L'Ordre.
L'Ordre est un roman de Marcel Arland publié le 10 décembre 1929 aux éditions Gallimard et ayant reçu le prix Goncourt la même année.

## Historique
Le roman reçoit le prix Goncourt en 1929 en concurrence avec Les Confessions de Dan Yack de Blaise Cendrars qui ne recueille qu'une seule voix.

## Résumé
Gilbert Villars est un jeune provincial venu à Paris pour devenir un journaliste célèbre. En conflit avec sa famille et sa fiancée Renée devenue la femme de son frère, lui-même devenu homme politique influent, le roman relate les vaines tentatives de réconciliation familiale.

## Thèmes
Le roman aborde les thèmes de l'opposition fraternelle, le refus des conventions sociales et l'anarchie, caractérisé par la haine des institutions bourgeoises et de l’organisation sociale capitaliste.

## Éditions
- L'Ordre, éditions Gallimard, 1929